# Якунин, Леонид Васильевич
Леонид Васильевич Якунин (5 июня 1930 — 13 декабря 2017) — советский строитель, бригадир маляров управления начальника работ № 672 строительно-монтажного треста № 94 Министерства строительства СССР, Владимирская область. Герой Социалистического Труда. Почётный гражданин города Владимир

## Биография
Родился 5 июля 1930 года в деревне Елховка Собинского района Владимирской области в многодетной (девять детей) семье.
С 12-летнего возраста работал вместе с отцом в лесхозе. 
После срочной службы в армии получил профессию строителя. Более 30 лет работал бригадиром отделочников УНР-672.
Строительные объекты г. Владимир: тракторный завод, драматический театр, областная филармония, музыкальное училище, детский санаторий в Пиганово, больницы, школы, жилые дома.
В 1971 году награждён орденом Трудового Красного Знамени. 
Указом Президиума Верховного Совета СССР от 4 марта 1976 года за выдающиеся успехи, достигнутые в выполнении заданий девятой пятилетки, присвоено звание Героя Социалистического Труда .
С 1990 года – на пенсии.

Могила на Улыбышевском кладбище

Жил во Владимире. Умер 13 декабря 2017 года. Похоронен на Аллее Славы городского кладбища Улыбышево.